# Karl von Auersperg

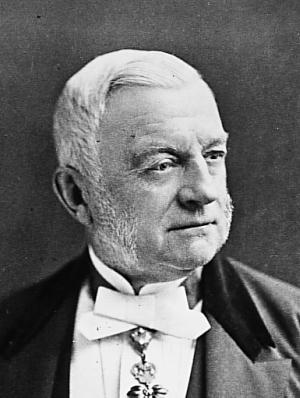
Karl von Auersperg.

Karl (Karlos) Wilhelm Philipp von Auersperg, född den 1 maj 1814 i Prag, död där den 4 januari 1890, var en österrikisk furste och statsman. Han var bror till Adolf von Auersperg.
von Auersperg hävdade som det författningstrogna partiets ledare i den böhmiska lantdagen och som president i det österrikiska herrehuset (1861-67 och 1871-79) författningen och riksenheten mot de nationella partierna. Han blev 1868 österrikisk ministerpresident men tog redan samma år avsked på grund av utrikesministern greve Friedrich Ferdinand von Beusts hemliga underhandlingar med tjeckerna om förlikning.